# 영중로
영중로(永中路)는 서울특별시 영등포구 영등포역에서 영등포구 당산동6가 당산중학교앞에 이르는 총 길이 1.8 km, 왕복 6차선 도로이다. 원래 양평로에 해당되었으나, 2010년 도로명주소 개편으로 당산중학교앞-영등포역 구간은 영중로로 분리되어 현재에 이르게 된다.
이 길은 영등포역에서 양화대교와 성산대교 등에 이어져 공항대로와 접속되어 이 지역의 교통 중심로가 되며, 이 길의 좌우는 영등포구 상업중심지를 이루고 있다.

## 노선
- 영등포역, 롯데백화점 - 영등포 신세계백화점, 타임스퀘어 - 영등포시장사거리 - 영등포시장역 - 서울영중초등학교 - 영등포전화국사거리 - 빅마켓 영등포점 - 당산중학교앞 - 양평로와 직결

## 연결 도로
기점인 영등포역삼거리에서 경인로와 교차되며, 종점인 당산중학교앞에서 양평로와 직결된다.

## 주요 건물 및 시설
- 영등포역
- 영등포 롯데백화점
- 영등포 신세계백화점, 타임스퀘어
- 영등포지하상가
- 영등포시장역
- 영등포전화국
- 롯데빅마켓 영등포점
- 소방안전협회 서울지부